# Alain Freudiger
Alain Freudiger, né le 22 mars 1977 à Lausanne, est un critique cinématographique et écrivain suisse de langue française.

## Biographie
Alain Freudiger, après avoir été critique de cinéma pour la revue Décadrages - cinéma à travers champs, poursuit un travail littéraire tout en participant à des expérimentations avec des musiciens de la scène improvisée. Il a notamment fondé le trio de poésie électro-acoustique Des Cendres, avec Benoît Moreau et Raphaël Raccuia en 2009.   
Il est l'auteur de deux romans publiés aux éditions Castagniééé, Bujard et Panchaud ou Les Faux-Consommateurs en 2007, et Les Places respectives en 2011. En 2013, il publie en dialogue avec Stéphane Bovon Plus ou moins postmoderne, aux éditions Hélice Hélas.  
En 2015 paraît Morgarten, visite contemporaine de la Bataille du même nom, toujours aux éditions Hélice Hélas. En 2016, les éditions de La Baconnière publient Espagnes, son premier recueil de nouvelles. En 2019 paraissent le livre des cendres, livre de poésie/musique aux éditions Ripopée, et le roman Liquéfaction, chez Hélice Hélas. 
En 2020, Alain Freudiger publie Le Mauvais génie - une Vie de Matti Nykänen, un livre consacré à l'ancien sauteur à skis finlandais, aux éditions de La Baconnière. Le livre remporte la même année le Grand Prix Sport & Littérature de l'Association des écrivains sportifs (AES). En 2022 sort, aux éditions Hélice Hélas, Du management et autres chroniques. 
Recueil de poésie, Au téléphone paraît aux éditions Héros-Limite en 2023. En 2024 les éditions La Baconnière publient Arpenté, livre sur l'enfance et ses paysages.

## Publications

### Livres
- Bujard et Panchaud ou Les Faux-consommateurs, roman, éditions Castagniééé, 2007
- Les Places respectives, roman, éditions Castagniééé, 2011
- Plus ou moins postmoderne, avec Stéphane Bovon, dessins de Lara Estoppey, pamphlet, éditions Hélice Hélas, 2013
- Morgarten, récit, éditions Hélice Hélas, 2015
- Point de contact, poésie, éditions Ripopée, 2015
- Aux confins de l'Europe. Notes lettres, relevés bougres et annotations roumes, livre dépliable, éditions La Cale, 2016
- Espagnes, nouvelles, éditions de La Baconnière, 2016
- Liquéfaction, roman, éditions Hélice Hélas, 2019
- Le Mauvais génie - une Vie de Matti Nykänen, éditions de La Baconnière, 2020
- Du Management et autres chroniques, éditions Hélice Hélas, 2022
- Au téléphone, éditions Héros-Limite, 2023
- Arpenté, éditions de La Baconnière, 2024

### Livres collectifs
- Un passage en hauteur, in Eden-Roc, Diego Fellay (dir.), éditions A+3 / Musée de Bagnes, 2010
- Tâtonnements à la lanterne, in Ultimitem, Stéphane Bovon et Nicolas Sjöstedt (dir.), éditions Castagniééé / Musée d'Éthnographie de Neuchâtel, 2011
- Sauf-enduit, in Rue des Lignes 2013, Patrick Suel (dir.), éditions La Ville Brûle / Zadig Französische Buchhandlung Berlin, 2013
- Molly, in Napoli racconta / Naples raconte: Premio universitario di narrativa in lingua francese per racconti brevi inediti. Antologia II Edizione, Giovanella Fusco Girard (dir.), Napoli, Università degli studi di Napoli "L'Orientale", 2013
- Le livre des cendres, avec Benoît Moreau et Raphaël Raccuia, graphisme Ariane Tschopp, éditions Ripopée, 2019

## Sources
- « Alain Freudiger », sur la base de données des personnalités vaudoises sur la plateforme « Patrinum » de la Bibliothèque cantonale et universitaire de Lausanne.
- Alain Freudiger sur viceversalitterature.ch
- Hélice Hélas
- Castagniééé
- Des Cendres